# Santiago Londoño González
Santiago Londoño González (Medellín, 29 de febrero de 2008) es un futbolista colombiano, juega como delantero y su equipo es el Envigado Fútbol Club de la Categoría Primera A de Colombia.

## Trayectoria
Nacido en Medellín, comenzó su carrera con el equipo local Pipe Uribe.  Después de haber jugado contra ellos en un partido, el equipo profesional Envigado le ofreció pruebas en el club, las cuales aprobó con éxito, incorporándose a la edad de ocho años.  Durante su paso por la academia, fue convocado para representar a Antioquia al campeonato nacional sub-13 de 2022, donde Antioquia quedó como subcampeón. 
Tras ganar el torneo nacional sub-15 con Envigado, anotando en la final contra Deportivo Cali, fue convocado a la selección mayor por primera vez en marzo de 2023, de cara al partido de Copa Colombia contra Tigres .  Tras ser titular en el partido, fue sustituido por Yilmar Celedón en el descanso, ya que Envigado pasó a perder 4-1 en la tanda de penaltis tras empatar 0-0.

## Selección nacional
Fue convocado a la selección nacional de fútbol sub-15 de Colombia para dos campamentos de entrenamiento en 2022.  En enero del año siguiente fue convocado nuevamente para el XXVI Mundialito Tahuichi amistoso en Bolivia. 